# 第一采普利亚耶沃农村居民点
第一采普利亚耶沃农村居民点（俄语：Первоцепляевское сельское поселение）是俄罗斯联邦别尔哥罗德州舍别基诺区所属的一个农村居民点。其下辖有7个居民点，行政中心为第一采普利亚耶沃。据2016年统计，该农村居民点的人口为1737人。